# Zdravko Tomac
Zdravko Tomac (Garčin, 24. svibnja 1937. – Zagreb, 4. siječnja 2020.), bio je hrvatski političar i pisac.

## Životopis
Zdravko Tomac rodio se u Garčinu 1937. godine. Diplomirao je na Ekonomskom, a doktorirao na Fakultetu političkih znanosti u Zagrebu. U doba SFRJ je bio u redu uglednijih političkih teoretičara jugoslavenskoga oblika socijalizma i protagonistom reformističkih snaga, a kao takav je sudjelovao u izradbi posljednjega jugoslavenskog ustava, onoga iz 1974. godine, kojim se decentralizacijom pokušala spasiti Jugoslavija od sukoba i raspada nakon smrti Josipa Broza Tita.  
Nakon što je diplomirao ekonomiju, na Ekonomskom Fakultetu u Zagrebu, zapošljava se u Slavonskom Brodu; odakle zahvaljujući političkom angažmanu u "Socijalističkom savezu radnog naroda" (jedna od poltičkih transmisija Saveza komunista, očekivalo se da svaki građanin svojim članstvom u toj organizaciji očituje privrženost idejama marksizma i "diktature radnog naroda") dolazi u Zagreb, na mjesto direktora Nogometnog kluba "Dinamo" (1967. – 1971.). Kasnije radi u školi za političke kadrove u Kumrovcu, te, nakon što je 1976. godine doktorirao u oblasti politologije, na Fakultetu političkih znanosti u Zagrebu, ondje je od 1986. godine u statusu redovitog profesora.  
Iako se nije izravno angažirao u javnosti tijekom agonije SFRJ i razmaha velikosrpskoga pokreta predvođenoga Slobodanom Miloševićem, priklonio se antidogmatskoj struji u SKH i sudjelovao u osnutku SDP-a (Socijaldemokratske partije Hrvatske). 
U doba Domovinskoga rata Tomac obnaša dužnost potpredsjednika Vlade demokratskog jedinstva (1991. – 1992.), a kasnije je zastupnik u Hrvatskom saboru (1993. – 2003.) i potpredsjednik Sabora (2000. – 2003.). Na predsjedničkim izborima 1997. godine bio je kandidat SDP-a za predsjednika Republike Hrvatske. Nakon trećesiječanjskih izbora, 2000. godine, Tomac je opet na vlasti i u vladi, no zbog svojih sve izraženijih rodoljubnih stavova i želje za reafirmacijom hrvatske samostalnosti i suverenosti dolazi u sukob s većinom članstva svoje stranke, kao i vodstvom koje je optuživao za neoboljševizam, služenje protuhrvatskim inozemnim središtima moći i demoralizaciju cijele zemlje, praćenu potiranjem hrvatskoga identiteta i servilnošću prema eurokratima. Osnovne točke prijepora bile su status hrvatskog Domovinskog rata, odnos prema Međunarodnom sudu u Haagu i položaj Hrvata u post-Daytonskoj Bosni i Hercegovini. 
Ujesen 2003. godine Tomac napušta SDP, a 2004. godine utemeljuje, zajedno s Jerkom Zovakom, stranku Hrvatski socijaldemokrati (HSD); političku stranku lijevoga opredjeljenja, izrazito nacionalne orijentacije i egalitarnoga socijalnoga programa. Iako su povijesne analogije osjetljiva stvar, HSD je u mnogim rješidbama blizak sada skoro zaboravljenima austromarksistima, najkreativnijem i najslobodoumnijem pokretu koji je djelovao unutar europske ljevice pred Prvi svjetski rat.
Na predsjedničkim izborima 2009. – 10. u prvom krugu podržao je dr. Miroslava Tuđmana, a u drugom Milana Bandića. Za parlamentarne izbore 2011. godine prilazi HDZ-u.
U privatnom životu, prošao je - kako sam svjedoči - transformaciju od vjerski solidno odgojenog dječaka, preko mladog čovjeka duboko involviranog u ateistički marksistički svjetonazar, do čovjeka koji je opet na duboki način prepoznao katoličku vjeru u kojoj je izvorno bio odgojen.

## Književno-publicistički rad
Nakon što se prestao aktivno baviti politikom, postaje vrlo aktivni publicist, objavljujući približno jednu knjigu godišnje. Sukladno svojem znanstvenom habitusu i životnom iskustvu, tematika njegovih knjiga je politička i političko-povijesna. Važi za jednog od glavnih javnih intelektualaca koji razobličuje transformacije ex-komunista u tranzicijskim postsocijalističkim društvima, koji svoju novu misiju nalaze u strateškom savezu sa suvremenim globalizmom.
Zdravko Tomac je istaknut kao političar od sudjelovanja u oblikovanju Ustava iz 1974. godine do osnutka HSD-a. No, njegova glavna djelatnost ipak leži u sferi političke publicistike, javne artikulacije nezadovoljstva mnogim pojavama u hrvatskom društvu (servilnost, korupcija, medijske manipulacije,..) i memoarsko-biografskoga spisateljstva u kojem je dao niz uspješnica. Tomac je objavio preko 20 knjiga, uglavnom na hrvatskom (no i dvije na engleskom i njemačkom) u kojima raspravlja o više tema, među kojima dominiraju: manevri i potezi prve hrvatske višestranačke vlade u kojoj je sudjelovao (1991. – 1992.); perfidija, zabludjelost i makinacije svjetske politike u ratovima od 1991.; velikosrpski projekt, njegova sadašnjost i budućnost; položaj Hrvata u ratnoj i poratnoj Bosni i Hercegovini, a napose u zemlji Tomčevih predaka, Bosanskoj Posavini; uloga dr. Franje Tuđmana u novijoj hrvatskoj povijesti. Dobar dio Tomčevih knjiga su kolaži sastavljeni od tekstova koje je autor objavljivao kao komentare ili kolumne u dnevnim i tjednim novinama, no neke su i samostalni radovi, pisani kao knjige. Nemali dio njegova spisateljstva (npr. studije o federalizmu koje je objelodanio zajedno sa slovenskim politologom Cirilom Ribičičem) pripada prošlosti i od interesa je jedino za profesionalne proučavatelje propale SFRJ i njenih ideološko-ustrojbenih protimbi. Za šire čitateljstvo su svakako intrigantniji Tomčevi spisi s memoarskom notom koji se čitaju kao kronika burnoga doba stvaranja hrvatske države i borbe protiv srpskog imperijalizma u Hrvatskoj i Bosni i Hercegovini. Tu prije svega valja izdvojiti Iza zatvorenih vrata, 1992.; Tko je ubio Bosnu?, 1994.; Kako se stvarala hrvatska država, 1996.; Prijepori o nacionalnom, 2003.; te najartikuliranije Tomčevo djelo, politički životopis dr. Franje Tuđmana, Predsjednik: protiv krivotvorina i zaborava, 2004. 
Pozorniji pogled na Tomčevu publicistiku otkriva autora koji je uočio mnoge mutne i amoralne poteze svjetske politike, javno ih iznosi, no tek postupno dolazi do općih spoznaja koje neminovno slijede iz političkih realija. To je najzornije u njegovoj ocjeni Tuđmanova političkoga djelovanja, prema kojem je bio uvelike kritičan tijekom rata, no, na koncu je završio praktički potvrđujući skoro sve Tuđmanove strateške i taktičke poteze. Iako školovan politički znanstvenik, Tomac nema (koliko se vidi iz njegovih tekstova) preferencije za bilo koju filozofiju povijesti niti političku filozofiju (marksističku, kršćansku, neoliberalnu, socijaldemokratsku,..). Osim općih humanističkih usmjerbi, Zdravko Tomac, po svemu sudeći, ni nema potrebe za širu viziju političke zbilje. U Tomčevu spisateljstvu se može razaznati nekoliko stalnica: humanistički i pomirljiv stav prema svim ljudima i narodima; ponešto naivna percepcija političkih opcija dominantnih među Bošnjacima; vjera u poštenje i fair-play u politici, koju naknadno prati rezignacija poslije spoznaje da se politička igra ne igra po pravilima deset zapovijedi. Tomac je kao politički pisac novina u hrvatskoj publicistici: opći humanistički i dobronamjerni ton, povezan s informiranošću o političkim strujanjima- nisu do sada postojali u hrvatskoj političkoj publicistici kojom su dominirali radikalni pesimizam i geopolitički uvidi (Ivo Pilar, Milan Šufflay), visoka retorika nacionalnoga mesijanstva (Ante Starčević, Eugen Kvaternik), trijezni pragmatizam i promišljena kombinatorika (Franjo Tuđman) i raskrinkavajuća strast pomiješana s bolnom ljubavlju prema nacionalnom biću (Frano Supilo, Miroslav Krleža). U tom je pogledu Tomčeva publicistika novum koji će nadživjeti vrijeme kao kronika i kritika napisana sa stajališta humanistički orijentirane umjerene demokratske opcije.  